# Malá poľana (Słowacki Raj)

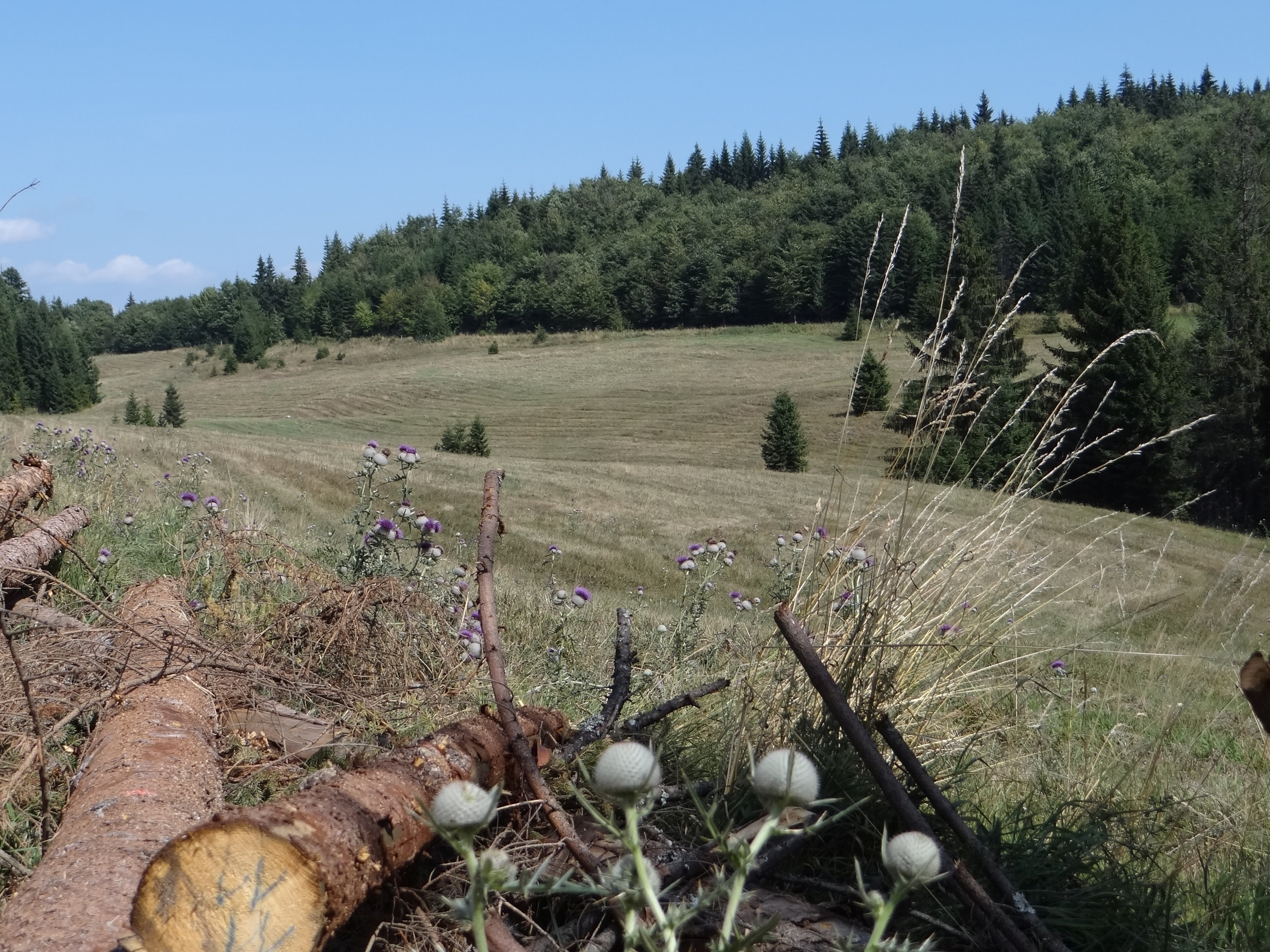

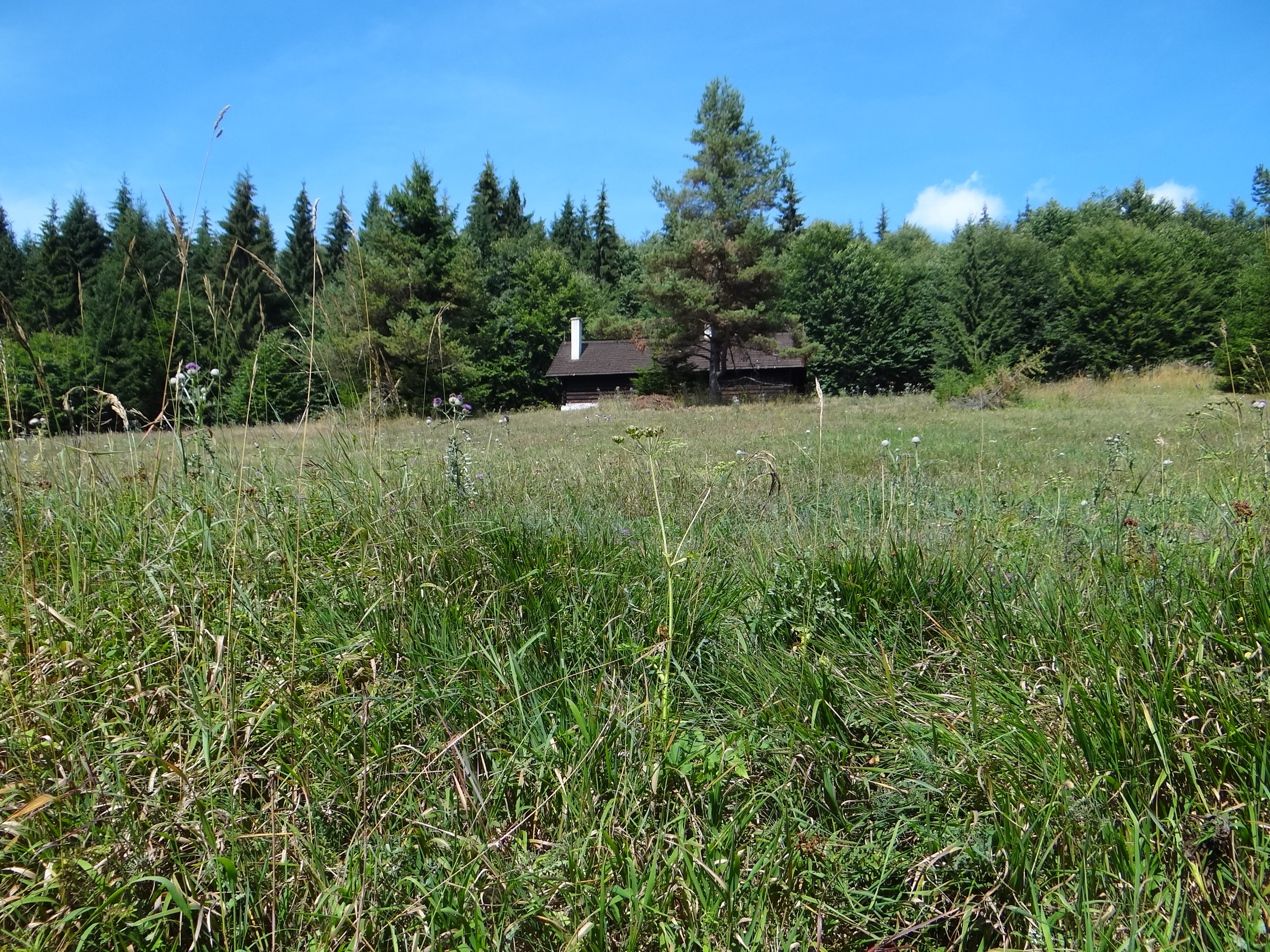

Malá poľana – polana w Słowackim Raju. Znajduje się na płaskowyżu Glac, na wysokości około 990 -1010 m n.p.m. Prowadzą przez nią lub jej obrzeżem trzy szlaki turystyczne i są dwa skrzyżowania tych szlaków; na górnym i na dolnym końcu polany. Na polanie znajduje się skład drewna i drewniany domek.
Szlaki turystyczne
 Geravy – rozdroże Pod Suchym vrchom – Glacká cestá – rozdroże Glac bývalá horáreň – Malá poľana – horáreň Sokol. Czas przejścia 4 h
  Kláštorisko – rozdroże przy niebieskim szlaku (odnoga do wąwozu  Kyseľ) –  Kyseľ rázcestie – Malý Kyseľ – Suchá Belá, záver – rozdroże Glac, Malá poľana – Malá poľana. Czas przejścia: 1.40 h
  Piecky, vrchol – rozdroże Glac, Malá poľana. Czas przejścia: 10 min